# François Bulens
François Bulens (Brussel, 1857 – 1940) was een Belgisch kunstschilder, graficus en grafisch ontwerper.
Bulens was leerling aan de Academie van Sint-Jans-Molenbeek (Brussel), waar hij een opleiding kreeg als decoratieschilder. Hij werd effectief ook decoratieschilder maar bekwaamde zich ook als portrettist (ook in discipline van portretminiaturen) en grafisch ontwerper. Op de Tentoonstelling van waterverfschilderingen en pastels in Antwerpen in 1903 stelde hij een “Kerkinterieur” in aquarel tentoon en een “Kinderhoofdje” in miniatuur op ivoor. Bulens was lid van de kunstenaarsvereniging “Le Sillon”.

## Grafisch ontwerper
Als grafisch ontwerper maakte hij lithografische voorstellingen voor gebruiksobjecten zoals kalenders, reclameborden en reclamekaarten. Hij werkte zo onder meer voor de warenhuizen Delhaize.